# Cistanche tubulosa
Цистанха трубчаста (Cistanche tubulosa) — вид паразитичних рослин родини вовчкові (Orobanchaceae).

## Будова
Не містить хлорофілу, корисні речовини бере з коріння хазяїна.

## Поширення та середовище існування
Росте в пустелях Азії (Маранджаб, Такла-Макан).

## Практичне використання
Використовується у китайській традиційній медицині разом з іншими видами цистанх (Cistanche salsa та Cistanche deserticola) для лікування діабету. Нещодавні дослідження показують, що у поєднанні з Laminaria japonica покращує стан волосся.